# Абу-Гішма
Абу-Гішма (араб. أبو هشمة) — невелике іракське місто, з населенням близько 7000 осіб.